# آیفون ۱۶ پرو
آیفون ۱۶ پرو و آیفون ۱۶ پرو مکس، گوشی‌های هوشمندی هستند که توسط شرکت اپل طراحی، توسعه و به بازار عرضه شده‌اند. در کنار آیفون ۱۶ و آیفون ۱۶ پلاس، آنها نسل هجدهم آیفون را تشکیل می‌دهند و جانشین آیفون ۱۵ پرو و آیفون ۱۵ پرو مکس می‌شوند. آنها در ۹ سپتامبر ۲۰۲۴ (ساعت 20:30 به وقت ایران) معرفی شدند و در ۲۰ سپتامبر ۲۰۲۴ منتشر شدند. آیفون ۱۶ پرو و آیفون ۱۶ پرو مکس شامل نمایشگرهای بزرگتر ۶٫۳ و ۶٫۹ اینچی، پردازنده سریعتر، دوربین‌های عریض و فوق عریض ارتقا یافته، پشتیبانی می‌شوند. برای Wi-Fi 7، باتری‌های بزرگتر و سیستم عامل آی‌اواس ۱۸. آیفون ۱۶ پرو و آیفون ۱۶ پرو مکس شامل نمایشگرهای ۶/۳ اینچی و ۶/۹ اینچی بزرگتر، پردازنده سریعتر، دوربین‌های عریض و فوق عریض ارتقا یافته، پشتیبانی از Wi-Fi 7، باتری‌های بزرگتر و سیستم عامل iOS 18 هستند.
پردازنده A18 Pro که به عنوان قلب تپنده آیفون ۱۶ پرو مکس شناخته می‌شود، تغییرات چشمگیری در عملکرد این دستگاه ایجاد کرده است. این پردازنده با معماری پیشرفته و قدرت پردازش بالا، به کاربران این امکان را می‌دهد که بدون هیچ‌گونه وقفه‌ای به انجام وظایف سنگین بپردازند. به طور خاص، A18 Pro قادر به اجرای بازی‌های سنگین و ویرایش ویدئوهای ۴K است که این ویژگی‌ها آن را به یک مینی‌کامپیوتر در جیب کاربران تبدیل می‌کند.
یکی  از مشکلات بزرگی که بسیاری کاربران در خصوص آیفون ۱۶ پرو به آن اشاره کرده‌اند، قفل شدن کل صفحه نمایش در صورت لمس تصادفی ناحیه نزدیک به کلید کمرا کنترل است. این مشکل ظاهرا مربوط به آی او اس 18 است؛ زیرا نه فقط در iPhone 16 Pro، بلکه در چندین مدل دیگر نیز مشاهده شده است.
- فیلم‌برداری بسیار باکیفیت تا 4K12
- تراشه‌ی فوق‌العاده سریع و پایدار
- تجربه‌ی عکاسی پایدار و مطمئن
- شارژ دهی بسیار خوب

- دوربین اولتراواید ضعیف‌تر از رقبا
- عرضه بدون Apple Intelligence
- عملکرد نچندان مناسب کمرا کنترل

در ابان ماه سال 1403 مجلس شورای اسلامی نرخ 15 الی 30 درصدی رو برای ریجستری این تلفن با اصالت امریکایی اعلام کرد
1. ↑  ملاحسینی، احمدرضا (۲۰۲۵-۰۱-۱۲). «بررسی آیفون ۱۶ پرو مکس؛ ترکیبی از قدرت، ظرافت و فناوری». تکبین. دریافت‌شده در ۲۰۲۵-۰۱-۱۸.